# Nornikotin
A nornikotin a dohány hajtásában található alkaloid. A nikotin metabolitja (lebontási terméke) az emberi szervezetben. Felhasználható az aktív dohányzás okozta nikotinterhelés mérésére. A passzív dohányzást nem mutatja ki, a dohányzás abbahagyása után gyorsan lecsökken a szintje.
Kimutatható a vérből, nyálból, vizeletből.

## Lásd még
- Nikotin
- Kotinin (a nikotinnak és metabolitjainak kimutatása a dohányfüstből)
- Nikotinfüggőség